# Edipo en Colono (Zingarelli)
Edipo en Colono (título original en italiano, Edipo a Colono) es una ópera con música de Nicola Antonio Zingarelli y libreto de Simeone Antonio Sografi. Se estrenó por vez primera el 26 de diciembre de 1802 en el Teatro La Fenice de Venecia. Presenta los estilos típicos de la escuela napolitana, de la que el autor fue uno de los principales exponentes.

## Personajes
| Personaje                                 | Tesitura         | Reparto del estreno, 16 de diciembre de 1802 |
| ----------------------------------------- | ---------------- | -------------------------------------------- |
| Creone, rey de Tebas, tío/cuñado de Edipo | bajo             | Luigi Zambelli                               |
| Antigone, hija de Edipo                   | soprano          | Luigia Calderini                             |
| Teseo, rey de Atenas                      | soprano castrato | Andrea Martini, "il Senesino"                |
| Edipo, fugitivo exrey de Tebas            | tenor            | Matteo Babini                                |